# Борго (Тренто)
Борго (итал. Borgo) је насеље у Италији у округу Тренто, региону Трентино-Јужни Тирол.
Према процени из 2011. у насељу је живело 6587 становника. Насеље се налази на надморској висини од 396 м.